# 物理学报
《物理学报》（Acta Physica Sinica）是中国物理学会主办的中文物理学学术期刊，创办于1933年，现为半月刊。《物理学报》原名《中国物理学报》（Chinese Journal of Physics），起初刊登英文、法文、德文物理论文，1953年改为现名，易为中文期刊。创刊之初，《中国物理学报》每年最多出版3期。1951年期刊改为季刊，1955年改为双月刊，1959年改为月刊，2012年改为半月刊。由于抗日战争、三反五反运动、国民经济困难，期刊曾经多次中断出版。1966年，《物理学报》因文化大革命停刊，直至1974年才恢复出版。1974年至1977年，《物理学报》曾出版英文版双月刊。1981年至1992年间，美国物理学会将《物理学报》等12种中国物理学刊物的部分文章译为英文，出版了季刊。1987年至1989年，《物理学报》将部分文章译为英文，出版季刊。1991年创办的《物理学报》（海外版）并非《物理学报》的英文版，两刊的文章互不重复。

## 历史

### 从创办至1949年
1932年3月，中国物理学会成立。当时中国已经有三十多所大学建立了物理系或数理系，中央研究院物理研究所、北平研究院物理研究所也已先后成立。1933年10月，中国物理学会主办的《中国物理学报》在上海创刊，出版了第1卷第1期。期刊的英文名为，严济慈、丁燮林担任首任编辑经理。期刊刊载的文章以英文、法文、德文三种语言写就。《中国物理学报》出版的第1卷第1期在1934年春才印刷出来。从1933年至1937年，《中国物理学报》出版了第1卷第1期至第3卷第1期。1936年，《中国物理学报》被英国科学文摘、美国化学文摘收录。
抗日战争全面爆发之后，《中国物理学报》的出版受到影响。1938年，《中国物理学报》停刊。1939年10月、1940年6月，第3卷第2期和第4卷第1期分别出版。1941年至1943年，《中国物理学报》一直没有出版。1944年，学报在成都恢复出版，当年出版第5卷的第1、2期。1946年，学报移师北平。至1949年4月，《中国物理学报》已出版了第7卷第4期。

### 1950年至1966年
1950年，《中国物理学报》改由中国科学院出版，要求文章需附有500字的中文摘要。1951年，《中国物理学报》改为季刊。1952年，由于开展三反五反运动，学报停刊。1953年，《中国物理学报》改名《物理学报》，外文名改为，改为以中文论文为主的期刊，仍为季刊，每篇文章附有英文题目、英文摘要。1955年起，《物理学报》改为双月刊。1959年又改为月刊。1960年，《物理学报》设置了独立的编辑室，配备专职编辑人员。编辑室挂靠中国科学院物理研究所，隶属所长办公室，由所长施汝为亲自领导。这一年，由于国民经济困难，《物理学报》只出版了1至8期。1961年，《物理学报》统一规定了文章的格式规范，统一使用国际单位制，符号与参考文献缩写均采用国际通行标准。
1966年，受文化大革命影响，第22卷只出到了第9期。第7至9期虽然已经印刷，但未及发行，《物理学报》即被迫停刊。

### 筹划复刊
文化大革命开始后，中国原有的物理期刊《物理学报》与《物理通报》均停刊。1972年，中共中科院物理所党委书记郭佩珊、所长施汝为领导和主持听取物理学界意见。学界提出了创办期刊、促进交流的意见。1972年2月2日，中科院物理所向中科院核心小组请示，希望筹办期刊《物理》。3月20日，中科院核心小组同意创办《物理》。《物理》承接了《物理学报》与《物理通报》原来的出版职能，既刊登原创性论文与简报，也登载综述，还介绍物理学在经济建设中的应用，不过并不承担《物理通报》报道大学、中学物理教学的任务。1973年初，中国物理学会理事长周培源积极倡导、组织大家酝酿《物理学报》复刊。4月24日，毛泽东发表讲话，说“有些刊物为什么还不复刊？《哲学研究》、《历史研究》都可以恢复，还有一些学报，不要只是在内部搞，可以公开”。4月29日，《物理》杂志编辑部请示中国科学院宣传出版局，希望恢复《物理学报》。5月31日，中科院核心小组批复同意。6月4日，中科院正式发文批准《物理学报》复刊。随后，《物理学报》编辑部成立。为恢复出版，编辑部组织了学术领导机构编辑委员会，聘请编委，还进行了组稿，进行了出版、印刷、发行的准备工作。7月17日，主编王竹溪主持召开复刊后第一届编委会议，确定《物理学报》为刊登原创性学术论文与简报的期刊，论文刊登前需经过学术审查，保留英文题目和摘要。

### 1974年复刊之后
1974年1月，《物理学报》正式复刊，为双月刊，年内出版了第23卷。复刊后，《物理学报》即被科学引文索引（SCI）收录。1974年7月，美国物理学会委托杨振宁组织一批华人科学家将《物理学报》的文章译为英文，以为名向全球出版发行，为双月刊。这一英文版出版了3年，也被科学引文索引收录。1980年，《物理学报》改为月刊。
1981年，美国物理学会创办季刊（《中国物理》），从中国12种物理学刊物中选择文章译为英文，向全球出版发行。从1981年到1992年底，《中国物理》共出版12卷。《物理学报》被选文章占《中国物理》总文章数的37%，是占比最高的期刊。1983年，中国物理学会召开大会，大会呼吁创办英文期刊《中国物理快报》以刊登研究简报，解决《物理学报》稿件积压问题。由于学会创办《中国物理快报》，《物理学报》相应修改了征稿简则。1987年，科学出版社与美国阿勒顿出版公司（Allerton Press）签约，翻译出版12种中文科学期刊。自1987年第36卷起，《物理学报》选择部分论文出版英文季刊，刊名为，此刊仅出版3年便停刊。
1991年，中国物理学会召开大会，决定出版《物理学报》（海外版）。《物理学报》（海外版）为英文期刊，英文刊名为，所刊文章与《物理学报》不重复，但登载《物理学报》文章的英文摘要。海外版创刊之后，美国物理学会致电中国物理学会，决定1981年创办的《中国物理》自1993年1月起停刊。1995年，为解决经费问题，《物理学报》与《物理学报》（海外版》开始征收版面费。为避免混淆，《物理学报》（海外版）在2000年将刊名改为《中国物理》（Chinese Physics），2008年又为了系列化将刊名改为《中国物理B》（Chinese Physics B）。2012年，为解决稿件积压，《物理学报》改为半月刊。

## 内容
《物理学报》为综合类物理学术期刊，刊载文章遍及物理学多个分支，重点关注凝聚态物理及相关领域的工作。期刊登载创新性的研究论文、首创性的研究快报、结合作者研究成果写作的研究综述。据统计，2014年《物理学报》发表的文章中，唯象论的传统领域类文章数量最多，其次为凝聚物质类，之后依次是总论类、物理学交叉学科类。

## 所获奖项
《物理学报》2010年获中国政府出版奖期刊奖。此外，该刊还获得了第一至第三届国家期刊奖、2000年中国科学院优秀期刊特等奖，2001年至2014年连续获得“百种杰出期刊”奖。2009年，《物理学报》被中国期刊协会、中国出版科学研究所评为“新中国60年有影响力的期刊”。2012年至2015年连续被中国学术期刊（光盘版）电子杂志社、中国科学文献计量评价研究中心与清华大学图书馆评为“中国最具国际影响力学术期刊”之一。2013年，国家新闻出版广电总局将《物理学报》评为“全国百强科技期刊”。

## 索引收录
《物理学报》被《科学引文索引》扩展版（SCIE）、荷兰《文摘与引文数据库》（SCOPUS）、美国化学文摘（CA）、英国科学文摘（INSPEC）、美国《工程索引》（EI）、日本科学技术情报中心（JICST）《科技文献速报》、俄罗斯全俄科技信息研究所《文摘杂志》（AJ）、美国《数学评论》（MR）等索引收录。2001年至2013年，《物理学报》总被引频次在中国综合类物理期刊中排名第一。

## 争议
1992年，郝柏林、刘寄星致信《物理学报》编辑部，举报李富斌剽窃论文问题。1992年12月，编辑部退回了李富斌的全部5篇文章。1993年2月出版的第42卷第2期《物理学报》首页刊登了郝柏林、刘寄星二人的来信和编者按。1994年，《物理学报》出现出版事故，第43卷第5期重复刊登了第42卷第11期的一篇文章，两位作者发电通知编辑部，《物理学报》随后在第43卷第9期刊登更正，撤回了第5期上重复刊登的文章。

## 備註
1. ↑  这12种期刊包括：《物理学报》、《物理》、《天文学报》、《天体物理学报》、《高能物理与核物理》、《原子物理》、《核聚变与等离子体物理》、《激光》、《光学学报》、《低温物理学报》、《半导体学报》、《声学学报》。[4]